# Javelot

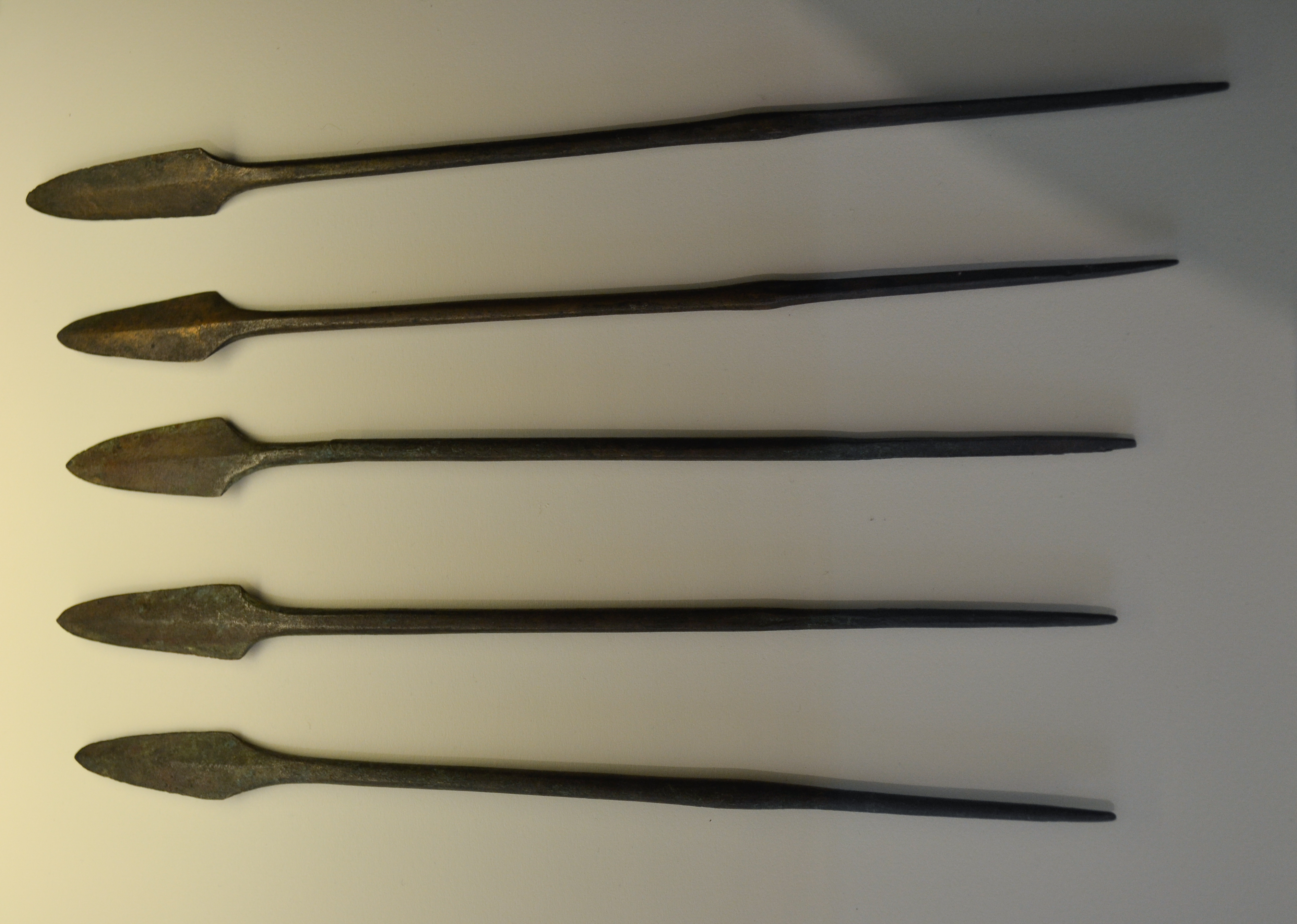

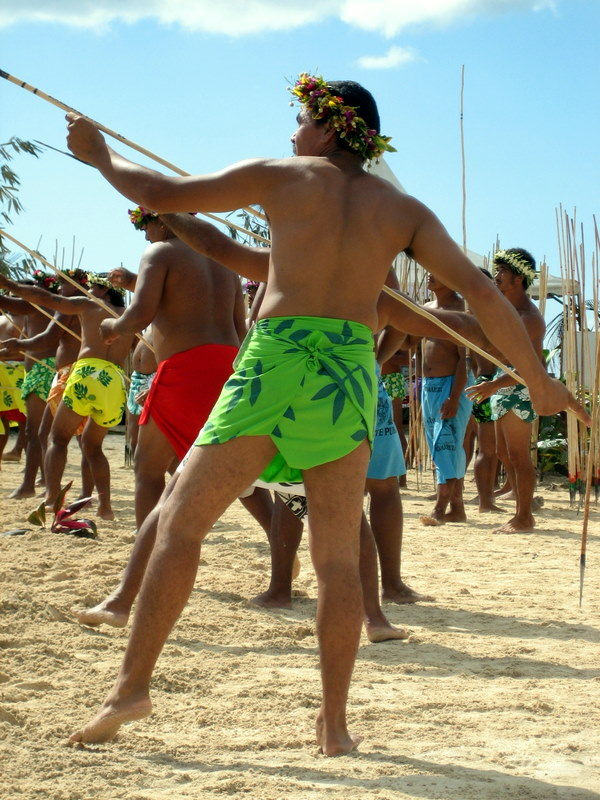
Lancer de javelot au Heiva Festival de Papeete

Un javelot est une arme de jet légère généralement composée d'une longue tige surmontée d'une pointe en acier.
Il est utilisé principalement en tant qu'arme de jet mais peut servir, accessoirement, d'arme de corps à corps.
Les javelots ont été utilisés de manières différentes selon les temps et les lieux : javelot lourd chez les légionnaires romains, javelot léger pour des troupes à cheval ou par des troupes légères.
Son but principal est de désorganiser l'adversaire en lui infligeant des pertes avant le corps-à-corps.

## Description
Le javelot d'estoc est une arme pour le combat corps à corps, lourd et muni d'une lame relativement large, contrairement au javelot de jet, plus léger et doté d'une lame plus mince.
Arme d'estoc : arme qui possède principalement une pointe dans le prolongement de la hampe. La frappe d'estoc consiste à faire avancer la pointe de l'arme dans la direction empreinte par la hampe.

## Les Francs
Les fantassins Francs « n'ont ni cuirasses, ni bottes. Ils portent l'épée le long de la cuisse et le bouclier sur le côté gauche. Ils ne se servent ni d'arc, ni de fronde, ni de flèches mais de haches à deux tranchants et de javelots. Leurs javelots peuvent servir de demi-pique ou d'arme de jet, ils sont garnis de fer partout, excepté à la poignée; leur pointe est armée de chaque côté de deux crocs aigus, destinés à la retenir dans les blessures. Si le javelot donne dans le bouclier, il y demeure embarrassé et suspendu par sa pointe et par les crocs. Long et pesant, il traîne à terre. Il ne peut être arraché ni coupé parce qu'il est couvert de fer. C'est à ce moment que le Franc s'avance en sautant, met le pied sur le bout inférieur du javelot, et s'appuyant dessus comme un levier, oblige l'ennemi à pencher son bouclier et à se découvrir. Alors avec la hache ou avec l'épée, il le frappe au visage ou à la gorge et le tue. »

## Estoc
Étymologiquement, estoc dérive d'estoquer, verbe provenant de l'ancien français estachier et dont le sens originel ressort à la tauromachie, soit l'achèvement du taureau par la matador à coup d'épée 2. Par extension, le verbe exprime également une attaque ou des propos à l'improviste et âpres contre un contradicteur. Au XIIIe siècle, estoc, substantif masculin désigne une souche, un bâton pointu, puis, 
aux XVe et XVIe siècles, l'épée-même à pointe ou encore une longue bien acérée. En escrime, un coup de pointe porté à l'adversaire, emploi vieilli dans certains dictionnaires 3. De la sylviculture provient un autre emploi composé, à savoir blanc-estoc ou blanc-étoc, mode d'abattage sylvicole complet d'une exploitation forestière, d'où la construction couper à blanc-estoc. S'y ajoute l'expression "d'estoc et de taille", à savoir transpercer et trancher à la fois, réputée à juste titre locution adverbiale, attendu le figement et la séparation dans l'écriture. Dans la même famille se trouve estocade, nom féminin aux mêmes valeurs sémantiques que la base verbale, estoquer.

## Historique
Le javelot courant des légionnaires romains est le pilum. 
Cette arme est utilisée par les valets, miliciens et troupes d'infanterie légère au Moyen Âge. Il était lancé sur les ennemis ne portant pas d'armure ou de cuirasse. Assez répandu parmi les fantassins du nord de l'Italie au XVe siècle.
Le javelot était également utilisé par les chevaliers au Moyen Âge, notamment pour harceler l'ennemi.

## Articles connexes

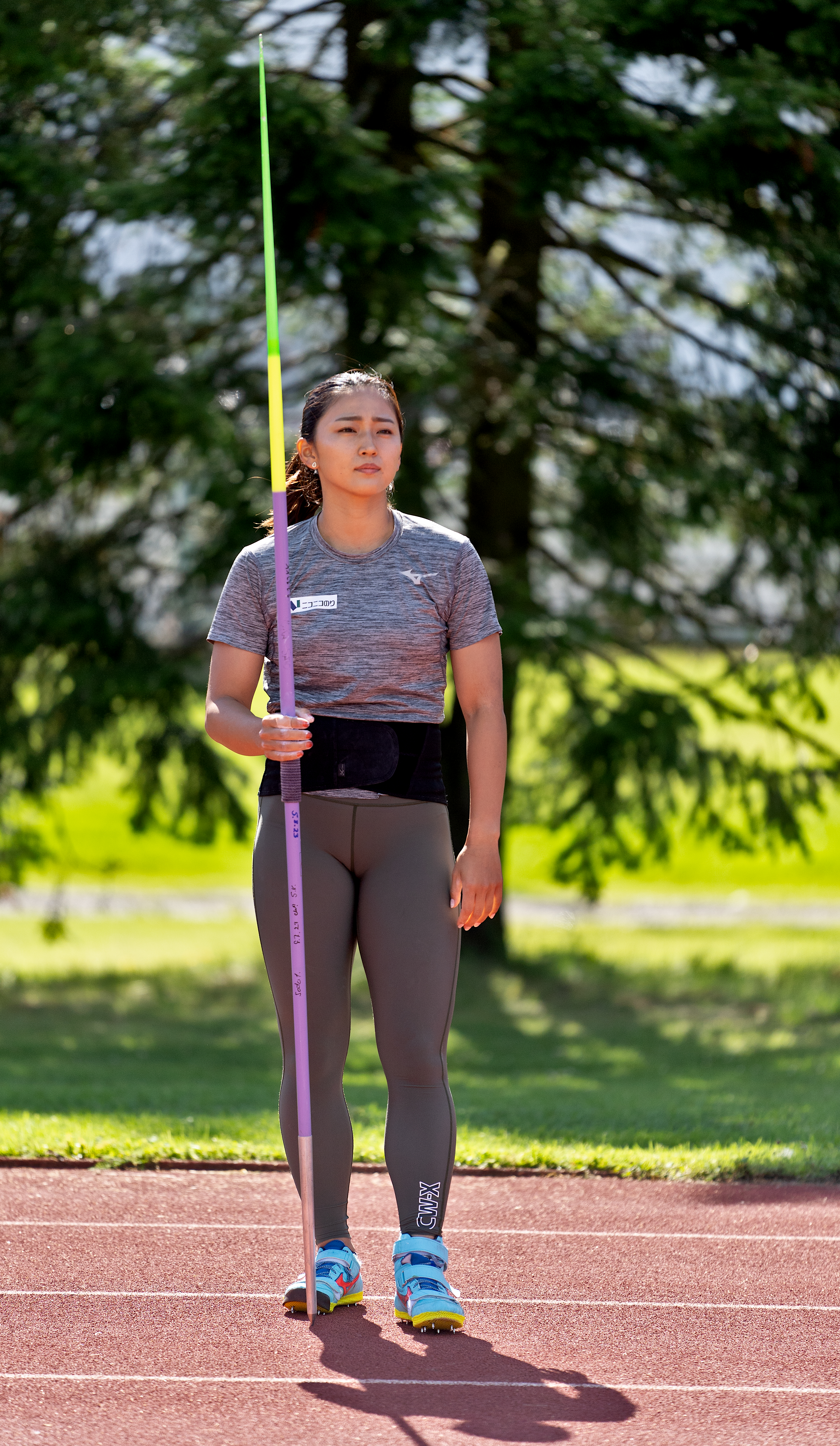
Une lanceuse de javelot (Yuka Sato en 2023).